# Kiek in de Kök (Tallin)
Kiek in de Kök (en español «mira en la cocina») es una antigua torre con cañones situada en Tallin, capital de Estonia. La torre fue construida en 1475, tiene 38 m de altura, un diámetro de 17 m y sus paredes un grosor de entre 3 y 4 m. Cuando se construyó, era la torre más grande de su tipo en el norte de Europa.
Su nombre viene del bajó alemán, idioma que se hablaba en los países bálticos. El término "Kiek in de Kök" se acuñó en la Edad Media para denominar a las torres desde las que se podía mirar literalmente en las cocinas de los ciudadanos de la ciudad.
La torre fue parcialmente destruida durante la guerra livonia (las balas de cañón integradas en la pared son un recordatorio de los daños), pero más tarde se reconstruyó. En su aspecto actual está completamente restaurada y alberga parte del Museo de la Ciudad de Tallin.
Durante la Segunda Guerra Mundial la colección del Museo Marítimo de Estonia se almacenó en el sótano de la torre.